# کاتسوهیرو کوساکی
کاتسوهیرو کوساکی (به انگلیسی: Katsuhiro Kusaki) بازیکن فوتبال اهل ژاپن و عضو تیم ملی فوتبال ژاپن است که در تاریخ ۲۷ ژانویه ۱۹۸۸ میلادی اولین بازی ملی‌اش را انجام داد. او در ۲ بازی ملی حضور داشت و آخرین بازی ملی خود را در تاریخ ۲۶ اکتبر ۱۹۸۸ میلادی انجام داد. کاتسوهیرو کوساکی در بازی‌های ملی‌اش
گلی به ثمر نرساند.